# Henri Agarande
Henri Agarande, né le 13 septembre 1920 à Fort-de-France (Martinique) et mort le 6 août 1983 à Cayenne (Guyane), est un homme politique français. 

## Détail des fonctions et des mandats
Mandats locaux
- 1964 - 1970 : Conseiller général du canton de Cayenne Sud-Est
- 1970 - 1976 : Conseiller général du canton de Cayenne Sud-Est

Mandat parlementaire
- 10 juin 1978 - 1er octobre 1980 : Sénateur de la Guyane